# Caculé
Caculé est une municipalité brésilienne de l'État de Bahia et la Microrégion de Guanambi.